# Pycreus overlaetii
Pycreus overlaetii är en halvgräsart som beskrevs av Henri Chermezon, Sheila Spenser Hooper och Jean Raynal. Pycreus overlaetii ingår i släktet Pycreus och familjen halvgräs. Inga underarter finns listade i Catalogue of Life.